# Samsung Galaxy Camera 2
三星Galaxy Camera 2是一款傻瓜相機，是一款基於Android的移動設備。 Galaxy Camera 2於2014年在內華達州拉斯維加斯舉行的消費者電子展上宣布，採用Android Jelly Bean操作系統，1.6 GHz四核Exynos 4412處理器和2GB RAM。 Galaxy Camera 2是三星Galaxy相機的繼承者。

## 較前代產品的變化
RAM升至2GB、增加了NFC、電池容量升至2000 mAh、重量輕了17克。但沒有4G/3G等行動網路。

## 其它規格
| 作業系統 | Android 4.3 (Jelly Bean); TouchWiz UI |
| 系統晶片 | Exynos 4412 Prime                     |
| CPU      | 四核1.6 GHz Cortex-A9                 |
| GPU      | Mali-400MP4 @ 533 MHz; 21.32 GFLOPS   |
| 記憶體   | 2 GB                                  |
| 儲存空間 | 8 GB                                  |

## 外部連結
- Samsung CCTV Camera（页面存档备份，存于）